# 卡耶-卡耶河

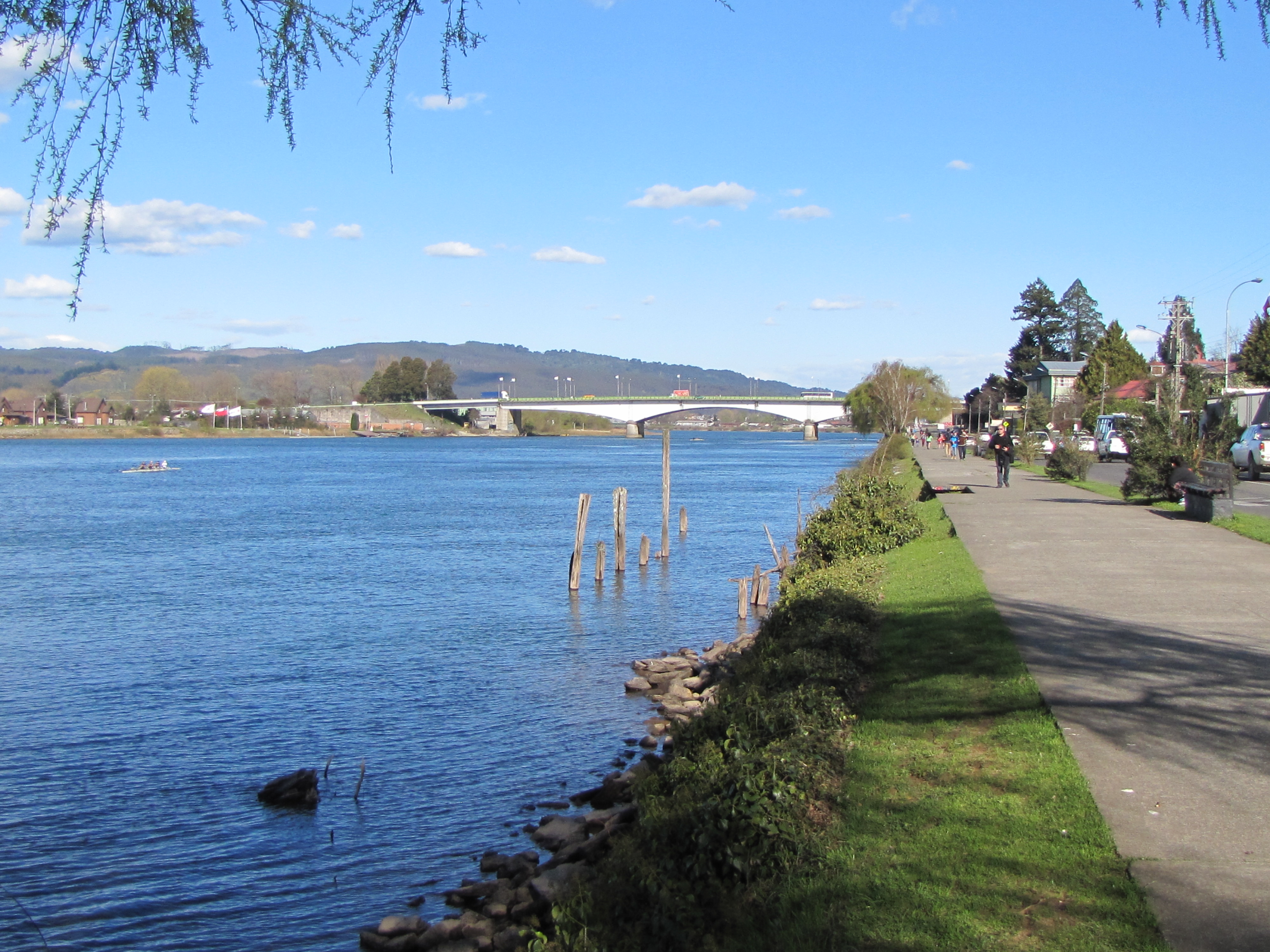
卡耶-卡耶河

卡耶-卡耶河（西班牙語：Río Calle-Calle）是智利的河流，位於該國南部，由瓦爾迪維亞省負責管轄，河道全長55公里，集水區面積5,267平方公里，發源自聖佩德羅河，最終注入瓦爾迪維亞河。

39°48′07″S 73°12′45″W / 39.80194°S 73.21250°W